# Arie de Jong (schermer)
Adrianus Egbert Willem (Arie) de Jong (Pelantoengan, Kendal (Nederlands-Indië), 21 juni 1882 - Den Haag, 23 december 1966) was een Nederlands militair, internationaal schermer en uitbater van een restaurant.

## Europees kampioen
De sabel was zijn beste wapen. In 1922 en 1923 werd hij Europees kampioen. Er werden in die jaren geen wereldkampioenschappen gehouden.

## Olympische Spelen
De Jong deed tussen 1906 en 1928 zesmaal aan de Olympische Zomerspelen mee en won vijf keer brons: op de Spelen van 1912 met degen en sabel met het nationale team, op de Spelen van 1920 met sabel individueel en met team, en op de Spelen van 1924 met sabel met het team.
Met name in 1924 had er meer ingezeten: De Jong stond in de finalepartij met 3-0 voor tegen de sterke Hongaar Sándor Pósta toen een toeschouwer door zijn stoel zakte. Daardoor miste de jury het beslissende punt van De Jong, die daarop de partij verloor en uiteindelijk als vijfde eindigde.

## Nederlands kampioen
De Jong won achttien Nederlandse kampioenschappen, waarvan negen met degen drie met floret en zes met sabel. Hij is met dat aantal Nederlands recordhouder.
| Jaar | Degen | Floret | Sabel |
| ---- | ----- | ------ | ----- |
| 1910 | Goud  |        | Goud  |
| 1911 |       | Goud   | Goud  |
| 1912 | Goud  |        | Goud  |
| 1913 |       |        | Goud  |
| 1920 | Goud  |        |       |
| 1923 | Goud  |        | Goud  |
| 1924 | Goud  | Goud   | Goud  |
| 1925 | Goud  | Goud   |       |
| 1926 | Goud  |        |       |
| 1927 | Goud  |        |       |
| 1928 | Goud  |        |       |

## Militair en restauranthouder
De Jong was een beroepsmilitair en hij bereikte de rang van majoor. In 1922 en 1923 won hij het Europees kampioenschap voor militairen sabel en in 1927 het Europees militair kampioenschap degen. Nadat hij in 1933 het besluit had genomen de dienst te verlaten, nam hij in Den Haag het oudste Indische restaurant over, de Tampat Senang aan de Laan van Meerdervoort. De Jong had een grote verzameling Indonesische voorwerpen, die in dat restaurant werden tentoongesteld.

## Trivia
- In Leiden is een schermclub naar zijn initialen (AEW) genoemd. Er werd later een betekenis bij bedacht: 'Aanvallen en Weren'.
- In Den Haag is een straat naar hem genoemd, de Arie de Jongstraat in de wijk Made-Uithofspolder in het stadsdeel Loosduinen.
- In de Leeuwarder Courant van 26 oktober 1956 staat een groot interview met De Jong.[2]